# Nikołaj Woliwachin
Nikołaj Andriejewicz Woliwachin, ros. Николай Андреевич Воливахин (ur. 29 grudnia 1921 w Kijowie, zm. 24 lutego 2002 w Pawłogradzie) – radziecki generał major służący w LWP.

## Życiorys
Do 1939 skończył 10-letnią szkołę w Pawłogradzie, po czym został wcielony do Armii Czerwonej. Od maja 1940 oficer, od XI 1940 dowódca plutonu. Jako dowódca plutonu piechoty, następnie zastępca dowódcy i dowódca kompanii walczył od czerwca 1941 na Froncie Południowo-Zachodnim i Zachodnim; dwukrotnie ranny. Absolwent kursów w Sołniecznogorsku k. Moskwy i w Akademii Wojskowej im. Frunzego w Moskwie. Od 23 III 1944 kapitan w Polskich Siłach Zbrojnych w ZSRR. Szef sztabu 11 pp 4 Dywizji Piechoty im. J. Kilińskiego, od 27 V 1944 w stopniu majora. Przeszedł szlak bojowy 11 pp, po zakończeniu wojny mianowany podpułkownikiem, potem wraz z całą 4 DP wcielony do KBW. Od sierpnia 1945 szef wydziału w sztabie KBW, od grudnia 1945 zastępca komendanta Oficerskiej Szkoły KBW w Legnicy, od kwietnia 1946 dowódca KBW na województwo wrocławskie. Jesienią 1947 powrócił do służby w Armii Czerwonej i do 1950 studiował w Akademii Wojskowej im. Frunzego w Moskwie, po czym został pułkownikiem, w styczniu 1951 ponownie wysłany do Polski jako szef wydziału w Sztabie Pomorskiego Okręgu Wojskowego w Bydgoszczy, a od jesieni 1952 zastępca szefa sztabu Okręgu Wojskowego nr II ds. operacyjnych. W sierpniu 1955 mianowany generałem majorem przez Prezydium Rady Ministrów ZSRR. W XI 1956 zakończył służbę w WP i wrócił do ZSRR. Dalsze jego losy nie są znane.

## Odznaczenia
- Order Virtuti Militari V klasy (1945)
- Order Krzyża Grunwaldu III klasy (1946)
- Order Sztandaru Pracy II klasy (1956)
- Krzyż Oficerski Orderu Odrodzenia Polski (1954)
- Krzyż Kawalerski Orderu Odrodzenia Polski (1945)
- Krzyż Walecznych (1945)
- Złoty Krzyż Zasługi (1945)
- Srebrny Krzyż Zasługi
- Brązowy Medal „Siły Zbrojne w Służbie Ojczyzny” (1951)
- Srebrny Medal „Za zasługi dla obronności kraju” (1968)
- Order Czerwonego Sztandaru (1945)
- Medal „Za zasługi bojowe”
- Medal „Za wyzwolenie Warszawy”
- Medal „Za zdobycie Berlina”
- Medal „Za zwycięstwo nad Niemcami w Wielkiej Wojnie Ojczyźnianej 1941–1945”